# Unbreakable Live EP
Unbreakable Live EP es un EP del grupo musical de rock alternativo neozelandés Evermore, lanzado el 6 de marzo de 2007 por el sello discográfico Warner Music. 
El EP fue lanzado para promocionar la canción Unbreakable y el segundo álbum de estudio, Real Life.
El EP cuenta con cinco canciones acústicas grabadas en vivo en el Brisbane Entertainment Centre en noviembre de 2006.

## Lista de canciones
Todas las canciones escritas y compuestas por Evermore. 
| Unbreakable Live EP |                           |          |  |
| N.º                 | Título                    | Duración |  |
| 1.                  | «Unbreakable»             | 3:16     |  |
| 2.                  | «Real Life (En vivo)»     | 4:33     |  |
| 3.                  | «It's Too Late (En vivo)» | 5:18     |  |
| 4.                  | «Unbreakable (En vivo)»   | 3:13     |  |
| 5.                  | «Running (En vivo)»       | 5:09     |  |

## Personal

### Músicos
- Jon Hume - vocales, guitarra
- Peter Hume - vocales, teclados, bajo
- Dann Hume - vocales, batería

### Remezclas
- Ingeniero de sonido – Justin Tresidder (canciones de 2 a 5)
- Ingeniero asistente – Mark Winters (canciones de 2 a 5)
- Remasterización – Bob Jonche
- Remezclas – Jon Hume (canciones de 2 a 5)

## Historia
| Región    | Fecha              | Sello        | Formato | Catálogo   |
| --------- | ------------------ | ------------ | ------- | ---------- |
| Australia | 6 de marzo de 2007 | Warner Music | CD, EP  | 5101187862 |